# MLLM
MLLM (Millenium) — український рок-гурт, складається з 4-х учасників. Був заснований у 2000 році у Вінниці. Гурт записав у студії понад 30 пісень, проте досі не записав жодного альбому. Наразі музиканти перебувають у безстроковій технічній відпустці.

## Історія

### Створення гурту
У Вінниці під кінець 2000 року існував гурт під назвою «Шторм», в якому і познайомились Олексій Іжик та Олексій Носенко. Однак через деякі непорозуміння вони були змушені залишити команду. З цього все і почалося — минуло кілька тижнів і вони вирішили зібрати свій власний гурт, до якого запросили Владислава Деруна та Валерія Сороченка. Спершу вони назвалися «Suicide Note» і виконували дещо іншу музику (направлення, яке грали хлопці тоді, можна окреслити як Alternative-Trash). Через кілька місяців від заснування гурт почав кардинально змінюватись: назва змінилася на «Екстазі», а музику, яку вони почали виконувати можна відверто назвати «альтернативою». Але з назвою трохи не склалося, Валерій запевняв хлопців, що це назва порножурналу. Тому остаточно було вирішено назвати гурт MLLM (Millennium) (назва взялася не зі стелі, адже ідея створення цієї команди виникла саме на межі тисячоліть).
Зі слів хлопців, на вибір їхнього заняття вплинули такі музичні кумири, як The Beatles, Queen, Rolling Stones, регулярне прослуховування їхньої музики і стало поштовхом до розвитку гурту. Хлопцям хотілося просто творити і бути зрозумілими у своїй творчості. Наприклад, уже в три роки Олексій Іжик виступав, стоячи на табуретці та горланячи «Да на последнюю, да на пятерочку, куплю я тройку лошадей».

### Переїзд до Києва
Згодом відбувся тур по Україні, протягом місяця гурт відвідав багато міст (Київ, Рівне, Вінниця, Коростень, Кам'янець-Подільський, Коломия, Луцьк, Черкаси). Тривалий час музиканти співпрацюють із продюсером Ярославом Стрільцем та директором Вікою Скоропис.
MLLM — багаторазовий учасник різних українських фестивалів, фіналіст «Червоної рути» 2003 та 2007 років. У 2008 році гурт перейшов під опіку ПЦ «ZS Entertainment». Заключивши контракт, учасники переїхали до Києва.
З серпня 2009 року гурт активно почав «наступати» на український та російський ринок шоубізнесу, з піснями на українській та російській мові. Кліпи знаходяться в ротації на A-ONE, Enter, BIZ TV, MTV, ТЕТ, OTV, MAXI TV, Одеському рок-каналі.
Музичні композиції знаходяться в ротації на українських радіостанціях. Восени 2008 року, гурт був у турі MUSIC DRIVE з гуртом С.К.А.Й.. Також, записали сингл «Підіймайся з нами» з Вовою зі Львова.
Гурт тісно співпрацює зі студією звукозапису ФДР, яка вже у 2010 році мала випустити їхній перший альбом. Втім, на разі альбом так і не випущено, а сам гурт знаходиться у безстроковій відпустці.
MLLM має декілька відеокліпів.

## Склад
- Олексій Іжик — вокал, вірші
- Владислав Дерун — бас-гітара
- Олексій Носенко — соло-гітара
- Валерій Сороченко — ударні

## Кліпи
- Мокрі майки
- Дорожная [Архівовано 12 вересня 2019 у Wayback Machine.]
- Відлітай — виступ на телебаченні